# Határérték
A matematikában a határérték az az érték, amihez „egyre közelebb” kerül egy függvény vagy sorozat értéke, ahogy a függvény bemenete „egyre közelebb” kerül valamely adott véges értékhez vagy végtelenhez, ill. ahogy a sorozat indexe a végtelenhez tart. A matematikai analízis szinte teljes egészében a határérték fogalmára épül, mint például a differenciálszámítás, integrálszámítás esetében. A latin limes (jelentése: határ, mesgye) szóból lim-ként rövidítik matematikai jelölésekben.
A határérték fogalmát a topológia, illetve a kategóriaelmélet eszközeivel általánosabban is meg lehet határozni.

## Sorozat határértéke (N→R{\displaystyle \mathbb {N} \rightarrow \mathbb {R} })
Az (1,79; 1,799; 1,7999;…) sorozatról intuitívan megállapítható, hogy a számok egyre „közelítenek” 1,8-hez, amennyiben a sorozat minden elemére igaz, hogy az előzőnél eggyel több kilences tizedesjegye van. Ezt az intuitív gondolatot fogalmazza meg formálisan a sorozat határértékének fogalma.

### Definíció
Legyen adott az ({\displaystyle x_{1},x_{2},...}) valós számokból álló sorozat. A valós {\displaystyle A} szám a sorozat határértéke, ha minden {\displaystyle \epsilon } (epszilon) {\displaystyle >0} esetén létezik olyan {\displaystyle N(\epsilon )} (epszilontól függő) természetes szám, melyre minden {\displaystyle n>N(\epsilon )} esetén {\displaystyle \left|x_{n}-A\right|<\epsilon }. Jelölése: 
{\displaystyle \lim _{n\to \infty }x_{n}=A} vagy {\displaystyle x_{n}\rightarrow A}.
Szemléletesen ez azt jelenti, hogy tetszőlegesen közel kerül a sorozat eleme a határértékhez azáltal, hogy elég nagy indexű elemet választunk, hiszen az {\displaystyle \left|x_{n}-A\right|} abszolút érték az {\displaystyle x_{n}} és {\displaystyle A} távolságaként is felfogható.
Ha létezik olyan tulajdonságú {\displaystyle A} szám, ami a fenti definíciónak megfelel, akkor a sorozatot konvergensnek nevezik, ha pedig nem, akkor divergensnek. Bebizonyítható, hogy legfeljebb egy ilyen szám létezhet, így a {\displaystyle \lim _{n\to \infty }x_{n}} jelölés és a „határérték” megnevezés egyértelmű.
Tétel: Ha {\displaystyle x_{n}\rightarrow A} és {\displaystyle x_{n}\rightarrow B}, akkor {\displaystyle A=B}.
Hasonlóan definiálható a több koordinátával jellemezhető pontsorozatok határértéke.
Tétel: Egy pontsorozat pontosan akkor konvergens, ha az egyes koordinátái által alkotott számsorozatok konvergensek.
Például az {\displaystyle (a_{i},b_{i})} pontsorozat konvergenciája ekvivalens az {\displaystyle a_{i}} és a {\displaystyle b_{i}} sorozatok konvergenciájával.
A sorozat és a függvény határértékének a fogalma szoros kapcsolatban áll egymással. A két fogalom egymás definiálására is felhasználható, de értelmezhetők külön-külön is. Az {\displaystyle x_{n}} sorozat határértékét a pozitív egészek halmazán értelmezett {\displaystyle f(n)=a_{n}} függvény végtelenben vett határértékeként is definiálhatjuk, míg a függvény határértéke definiálható a sorozat határértékének felhasználásával: {\displaystyle f} függvény határértéke {\displaystyle A} helyen akkor létezik, ha az {\displaystyle f(x_{n})} sorozat konvergens és azonos határértékű bármely olyan {\displaystyle x_{n},A} határértékű konvergens sorozat esetén, amely a függvény értelmezési tartományából vesz fel értékeket. Ekkor az {\displaystyle f(n)} sorozat egyértelmű határértéke lesz a függvény {\displaystyle A} helyen vett határértéke.

### Tulajdonságok
Ha az {\displaystyle a_{n}} és a {\displaystyle b_{n}} valós sorozat is konvergens, akkor az {\displaystyle a_{n}\pm b_{n}}, {\displaystyle a_{n}\cdot b_{n}} sorozatok is konvergensek, és határértékük a megfelelő művelettel kapható a határértékekből. Ha a {\displaystyle b_{n}} sorozat véges sok nullát tartalmaz, és nem tart nullához, akkor hasonló teljesül az {\displaystyle a_{n}/b_{n}} sorozatra is. Ezek a pontsorozatokra is érvényesek, ha a műveleteket koordinátánként végezzük.
A konvergens valós szám- és pontsorozatokra teljesül a Cauchy-tulajdonság, ami azt mondja ki, hogy a sorozat távoli elemei is közel vannak egymáshoz. Formálisan, az {\displaystyle a_{n}} sorozat konvergens, ha minden {\displaystyle \epsilon }-hoz van olyan {\displaystyle n_{0}}, hogy minden {\displaystyle n,m>n_{0}}-ra {\displaystyle |a_{n}-a_{m}|<\epsilon }. Megfordítva, minden valós Cauchy-sorozat konvergens. Más terekben ez nem feltétlenül igaz; ahol viszont igen, azt a teret teljesnek mondjuk.
A konvergens sorozatok tulajdonságai kritériumokat adnak arra, hogy belássuk, hogy ha egy sorozat nem konvergens. Szintén vannak kritériumok a sorozat konvergens voltára. Nincs mindig szükség a határérték kiszámítására.

### Példák
- mértani sorozat határértéke:

{\displaystyle \lim _{n\to \infty }a_{0}q^{n}={\begin{cases}0,&{\mbox{ha }}|q|<1\\a_{0},&{\mbox{ha }}q=1\end{cases}}}
- mértani sor sorösszege:

{\displaystyle \lim _{n\to \infty }\sum _{i=0}^{n}a_{0}q^{i}=\lim _{n\to \infty }a_{0}{\frac {q^{n}-1}{q-1}}=a_{0}{\frac {1}{1-q}}}, ha {\displaystyle |q|<1}

## Függvényhatárérték (R→R{\displaystyle \mathbb {R} \rightarrow \mathbb {R} })

### Határérték véges pontban

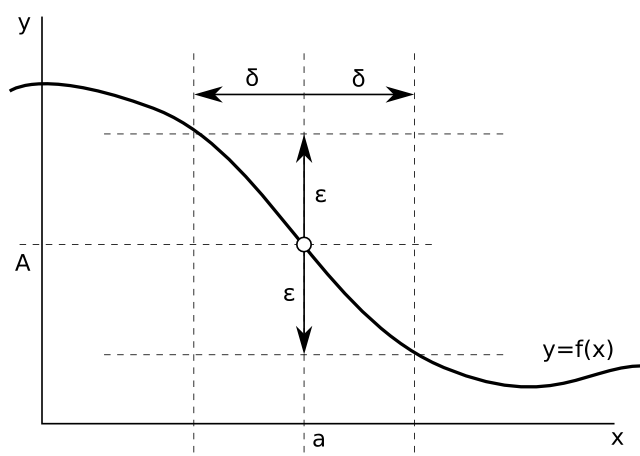
Ábra a formális definícióhoz. Véges pontban vett véges határérték

Feltéve, hogy {\displaystyle f(x)} valós függvény és {\displaystyle a} valós szám. A
{\displaystyle \lim _{x\to a}f(x)=A}
kifejezés azt jelenti, hogy {\displaystyle f(x)} értéke tetszőlegesen közel kerül az {\displaystyle A}-hoz, ha az {\displaystyle x} elég közel van {\displaystyle a}-hoz. Ebben az esetben „az {\displaystyle f(x)} határértéke, ha {\displaystyle x} tart {\displaystyle a}-hoz, {\displaystyle A}”. Ez akkor is igaz lehet, ha {\displaystyle f(a)\neq A}, sőt az {\displaystyle f(x)} függvénynek nem muszáj értelmezve lennie az {\displaystyle a} pontban.

#### Formális definíció
Legyen az {\displaystyle f} függvény, mely a {\displaystyle a} egy nyílt környezetében végtelen sok értékre értelmezve van - esetleg {\displaystyle a}-ban nem - vagyis {\displaystyle a} egy torlódási pontja a {\displaystyle D_{f}}-nek; és {\displaystyle A} egy valós szám. A
{\displaystyle \lim _{x\to a}f(x)=A}
jelölés azt jelenti, hogy minden {\displaystyle \epsilon \ >0} érték esetén van olyan {\displaystyle \delta \ >0}, melyekre bármely {\displaystyle x} esetén, ha {\displaystyle 0<|x-a|<\delta \ }, akkor {\displaystyle |f(x)-A|<\epsilon \ }.

#### Példák
Vizsgáljuk meg {\displaystyle f(x)={\frac {x}{x^{2}+1}}} határértékét, ha {\displaystyle x} tart 2-höz. Ebben az esetben az {\displaystyle f(x)} definiált a 2 helyen, és egyenlő az ottani 0,4 értékével:
| f(1,9) | f(1,99) | f(1,999) | f(2)                                                         | f(2,001) | f(2,01) | f(2,1) |
| 0,4121 | 0,4012  | 0,4001   | {\displaystyle \Rightarrow } 0,4 {\displaystyle \Leftarrow } | 0,3998   | 0,3988  | 0,3882 |

Ha {\displaystyle x} közelít 3-hoz, akkor {\displaystyle f(x)} közelít 0,3-hez, azaz {\displaystyle \lim _{x\to 3}f(x)=0,3}.
Ezekben az esetekben, amikor {\displaystyle f(a)=\lim _{x\to a}f(x)}, azt mondjuk, hogy {\displaystyle f} folytonos az {\displaystyle x=a} helyen.
De nem minden függvény folytonos. Legyen például a {\displaystyle g} függvény az alábbi módon értelmezett:
{\displaystyle g(x)={\begin{cases}{\frac {x}{x^{2}+1}},&{\mbox{ha }}x\neq 2\\0,&{\mbox{ha }}x=2\end{cases}}}
A {\displaystyle g(x)} határértéke {\displaystyle x} tart 2 esetén 0,4 (ahogy az {\displaystyle f(x)} esetén is), de {\displaystyle \lim _{x\to 2}g(x)\neq g(2)}; {\displaystyle g} nem folytonos {\displaystyle x=2} helyen.

### Függvényhatárérték a végtelenben
Van, amikor nem csak a véges helyen vett határértéket kell vizsgálnunk, hanem, hogy a függvény hogyan viselkedik, amikor {\displaystyle x} tart a pozitív vagy negatív végtelenhez.
Példaként vizsgáljuk az {\displaystyle f(x)={\frac {2x}{x+1}}} függvényt.
- {\displaystyle f(100)=1,9802}
- {\displaystyle f(1000)=1,9980}
- {\displaystyle f(10000)=1,9998}

…
Ahogy {\displaystyle x} nagyon naggyá válik, {\displaystyle f(x)} közelít 2-höz. Ebben az esetben,
{\displaystyle \lim _{x\to \infty }f(x)=2}

#### Formális definíció
A végtelenben vett határérték definíciója:
{\displaystyle \lim _{x\to \infty }f(x)=A} pontosan akkor, ha minden {\displaystyle \epsilon } > 0 esetén létezik olyan {\displaystyle K} valós szám, melyre {\displaystyle |f(x)-A|<\epsilon } teljesül, ha {\displaystyle x>K}.
A negatív végtelenben vett határérték hasonlóan definiálható.

## Definíciója topologikus térben

### Függvényeknél
Legyen {\displaystyle X} és {\displaystyle Y} topologikus tér, {\displaystyle f:A\subseteq X\rightarrow Y}, {\displaystyle x_{0}\in X} az {\displaystyle A} torlódási pontja és {\displaystyle y\in Y}. Az {\displaystyle f} függvény határértéke az {\displaystyle x_{0}} pontban {\displaystyle y}, ha:
{\displaystyle y} tetszőleges {\displaystyle V} környezetéhez található {\displaystyle x_{0}}-nak olyan {\displaystyle U} környezete, hogy {\displaystyle (U\!\setminus \!\left\{x_{0}\right\})\cap A} halmaz {\displaystyle f} általi képe {\displaystyle y} környezetébe esik, azaz:
{\displaystyle \forall V\ \exists U:f((U\!\setminus \!\left\{x_{0}\right\})\cap A)\subseteq V}.
A határérték ezen fogalma annyira általános, hogy adott pontban több határértéke is lehet egy függvénynek. Ugyanis egyes topologikus terek olyan "egyszerűek", hogy bizonyos pontoknak azonosak a környezetei. Más szóval a pontok nem különböztethetőek meg a "szomszédok" által. Fontos tény továbbá, hogy a függvénynek nem kell értelmezve lennie az {\displaystyle x_{0}} pontban, ahol a határértéket vizsgáljuk.
A szakirodalomban szigorúbb változatai is előfordulnak, melyek például megkövetelik, hogy a leképezés {\displaystyle x_{0}} egy teljes környezetében legyen értelmezve, leszámítva esetleg magát {\displaystyle x_{0}}-t ({\displaystyle U\!\setminus \!\left\{x_{0}\right\}\subseteq A}), azaz {\displaystyle f(U\!\setminus \!\left\{x_{0}\right\})\subseteq V}. Illetve olyan gyengítései is akadnak, amelyek az értelmezési tartomány speciális részhalmazain ({\displaystyle S\subseteq A}) határozzák meg a limes-t, azaz {\displaystyle f((U\!\setminus \!\left\{x_{0}\right\})\cap S)\subseteq V}. Ha elvárnánk, hogy a vizsgált pont az értelmezési tartomány eleme legyen ({\displaystyle x_{0}\in A}) és {\displaystyle f(U\cap A)\subseteq V}, akkor a pontbeli folytonosság topológiai fogalmához lyukadnánk ki.

### Pontsorozatoknál
Legyen {\displaystyle Y} topologikus tér, {\displaystyle a_{n}:\mathbb {N} \rightarrow Y} a tér pontjaiból álló sorozat, {\displaystyle N\in \mathbb {N} } és {\displaystyle y\in Y}. Az {\displaystyle a_{n}} sorozat határértéke {\displaystyle y}, ha:
{\displaystyle y} minden {\displaystyle V} környezetéhez létezik olyan {\displaystyle N} index, hogy a sorozat minden {\displaystyle N}-nél nagyobb indexű tagja {\displaystyle y} környezetébe esik, azaz
{\displaystyle \forall V\ \exists N:n>N\Rightarrow a_{n}\in V}.

## Definíciója metrikus térben
Metrikus terek esetén, melyek egyben topologikus terek is, a definíció speciálisabban megfogalmazható. Ez esetben rendelkezésünkre áll a távolságfüggvény, amellyel környezetet definiálhatunk.

### Függvény határértéke
Legyen {\displaystyle X} és {\displaystyle Y} metrikus tér, {\displaystyle f:A\subseteq X\rightarrow Y}, {\displaystyle x_{0}\in X} az {\displaystyle A} torlódási pontja, {\displaystyle x\in A} és {\displaystyle y\in Y}. Az {\displaystyle f} függvény határértéke az {\displaystyle x_{0}} pontban {\displaystyle y}, ha:
{\displaystyle y} minden {\displaystyle \epsilon >0} sugarú nyílt környezetéhez található {\displaystyle x_{0}}-nak olyan {\displaystyle \delta >0} sugarú nyílt környezete, hogyha {\displaystyle 0<d_{X}(x,x_{0})<\delta }, akkor {\displaystyle x} {\displaystyle f} általi képe {\displaystyle y} környezetébe esik, azaz
{\displaystyle \forall \epsilon >0\ \exists \delta >0:0<d_{X}(x,x_{0})<\delta \Rightarrow d_{Y}(f(x),y)<\epsilon },
ahol:
- {\displaystyle \epsilon ,\delta \in \mathbb {R} ^{+}},
- {\displaystyle U=\left\{p\in X\vert \ d_{X}(p,x_{0})<\delta \right\}} és
- {\displaystyle V=\left\{p\in Y\vert \ d_{Y}(p,y)<\epsilon \right\}} az általános definícióban szereplő környezetek megfelelői,
- {\displaystyle d_{X}(p,x_{0})} és {\displaystyle d_{Y}(p,y)} rendre az {\displaystyle X} és {\displaystyle Y} metrikus térben definiált távolság.

### Sorozat határértéke
Legyen {\displaystyle Y} metrikus tér, {\displaystyle a_{n}:\mathbb {N} \rightarrow Y}, a tér pontjaiból álló sorozat, {\displaystyle N\in \mathbb {N} } és {\displaystyle y\in Y}. Az {\displaystyle a_{n}} sorozat határértéke {\displaystyle y}, ha:
{\displaystyle y} minden {\displaystyle \epsilon >0} sugarú nyílt környezetéhez található olyan {\displaystyle N(\epsilon )} (epszilontól függő) index, hogy a sorozat minden {\displaystyle N}-nél nagyobb indexű tagja az {\displaystyle y} környezetébe esik, azaz
{\displaystyle \forall \epsilon >0\ \exists N:n>N\Rightarrow d_{Y}(a_{n},y)<\epsilon }.

### Euklideszi térben
Az n-dimenziós vektortéren értelmezett skalárszorzat természetesen módon normát indukál, amellyel metrika, azaz távolság definiálható a téren. Ez teszi az Euklideszi teret topologikus, ill. metrikus térré. A távolságfüggvény:
{\displaystyle \mathbb {R} ^{n}:d_{n}(\mathbf {a} ,\mathbf {b} )=\|\mathbf {a} -\mathbf {b} \|={\sqrt {\sum _{1}^{n}{{\vert a_{i}-b_{i}\vert }^{2}}}}}, speciálisan: {\displaystyle \mathbb {R} :d(a,b)=\vert a-b\vert }.
Többdimenziós terekben a határérték számítása gyökös távolságképlettel nehézkes. Könnyítést ad az a tény, hogyha egy pontnak van nyílt gömbkörnyezete, akkor van nyílt téglakörnyezete is és fordítva:
Tétel: {\displaystyle (\exists \epsilon :\|\mathbf {a} -\mathbf {b} \|<\epsilon )\Leftrightarrow (\forall i\ \exists \epsilon _{i}:\vert a_{i}-b_{i}\vert <\epsilon _{i})\Leftrightarrow (\exists \epsilon _{II}\ \forall i:\vert a_{i}-b_{i}\vert <\epsilon _{II})}.
Magyarul, egy vektor akkor és csak akkor van közel egy másikhoz, ha külön-külön a koordinátái is közel vannak a másik koordinátáihoz. Így a vektorfüggvények és vektorsorozatok határértéke visszavezethető a koordináta-függvények határértékére.

## Definíciója végtelenre
A fenti definíciók egyike sem mondja meg, mit értünk végtelen határértéken, vagy végtelenben vett határértéken. Nem is határozhatja meg, mert a végtelen egy képzeletbeli pont. Nem része a térnek, míg a határérték és a pont, ahol a határértéket vizsgájuk a tér egy eleme kell hogy legyen. Azonban kiterjeszthetjük úgy a fogalmat, hogy definiáljuk a végtelen egy környezetét, így lehetőségünk nyílik a képzeletbeli pont körül vizsgálódni. Általános topológiai eszközökkel kicsit bonyolult, de normált, s ezáltal egyben metrizálható terekben igen egyszerű.

### Végtelen környezete
{\displaystyle \{x\ |\ \|x\|>K,K\in \mathbb {R^{+}} \}} halmaz a végtelen egy "{\displaystyle \infty -K} sugarú nyílt gömbkörnyezete". (Nyilvánvalóan ez a megfogalmazás matematikailag nem elfogadható, inkább szemléltető jellege van.)

### Végtelenben vett határérték
Legyen {\displaystyle X} és {\displaystyle Y} normált tér, {\displaystyle f:A\subseteq X\rightarrow Y}, legyen a végtelen {\displaystyle A} torlódási pontja, {\displaystyle x\in A}, {\displaystyle K\in \mathbb {R} } és {\displaystyle y\in Y}. Az {\displaystyle f} függvény végtelenben vett határértéke {\displaystyle y}, ha:
{\displaystyle y} minden {\displaystyle \epsilon >0} sugarú nyílt környezetéhez található olyan {\displaystyle K}, hogyha {\displaystyle \|x\|_{X}>K}, akkor {\displaystyle x} {\displaystyle f} általi képe {\displaystyle y} környezetébe esik, azaz
{\displaystyle \forall \epsilon >0\ \exists K>0:\|x\|_{X}>K\Rightarrow \|f(x)-y\|_{Y}<\epsilon },
ahol:
- {\displaystyle \|x\|_{X}} és {\displaystyle \|y\|_{Y}} az X és Y terekben definiált norma.
- A végtelen torlódási pontja {\displaystyle A}-nak, ha {\displaystyle \forall K>0\ \exists x\in A:\|x\|_{X}>K}.

Ez a definíció konzisztens a sorozatoknál kimondott határérték fogalmával, ugyanis a természetes számok halmaza normált tér és a fenti {\displaystyle Y} lehet teljesen általános topologikus tér is.

### Végtelen mint határérték
Legyen {\displaystyle X} és {\displaystyle Y} normált tér, {\displaystyle f:A\subseteq X\rightarrow Y}, {\displaystyle x_{0}\in X} az A torlódási pontja, {\displaystyle x\in A}, {\displaystyle K\in \mathbb {R} } és {\displaystyle y\in Y}. Az {\displaystyle f} függvény határértéke az {\displaystyle x_{0}} pontban végtelen, ha:
minden {\displaystyle K}-hoz található {\displaystyle x_{0}}-nak olyan {\displaystyle \delta >0} sugarú nyílt környezete, hogyha {\displaystyle 0<\|x-x_{0}\|_{X}<\delta }, akkor {\displaystyle x} {\displaystyle f} általi képének normája nagyobb mint {\displaystyle K}, azaz
{\displaystyle \forall K>0\ \exists \delta >0:0<\|x-x_{0}\|_{X}<\delta \Rightarrow \|f(x)\|_{Y}>K}.

### Végtelenben vett végtelen határérték
Értelmezését egyszerűen a két megfogalmazás kombinációja szolgáltatja. Röviden:
{\displaystyle \forall K>0\ \exists T>0:\|x\|_{X}>T\Rightarrow \|f(x)\|_{Y}>K}.

### Plusz és mínusz végtelen
Speciális a következő eset: a valós számegyenesből ({\displaystyle \mathbb {R} }) kivéve egy pontot könnyűszerrel felbontjuk a teret, két diszjunkt és külön-külön összefüggő halmazra. Az intuíciónk pedig az, hogy ezek a halmazok mintha két különböző végtelennek lennének a környezetei. A gondolatmenetet tovább folytatva bármely térben definiálhatnánk egy speciális részhalmazt, hogy a végtelenben vett határérték vizsgálódását ezen részhalmazra leszűkítve végezzük. De {\displaystyle \mathbb {R^{n}} ,n>1} esetén nem szoktunk megkülönböztetni irány szerinti végteleneket.
A valós számegyenesnél a {\displaystyle (-\infty ,0)} és a {\displaystyle (0,+\infty )} intervallumok által szűkített végtelenben vett határérték keresése rendre a {\displaystyle -\infty } és a {\displaystyle +\infty } határérték fogalmához vezet. Hasonlóan lehet a határérték {\displaystyle \pm \infty } is.
Komplex számok esetében sincs {\displaystyle \pm \infty }, topológiailag izomorf {\displaystyle \mathbb {R^{2}} }-tel. Ez esetben a végtelen pontot szemléletesen definiálhatjuk az úgynevezett Riemann-gömbbel. Ha ennek megfelelően elkészítjük a valós esetre vonatkozó szemléltető kört, akkor a {\displaystyle \pm \infty }-ben vett limes-t felfoghatjuk úgy is, mint a végtelenben vett bal és jobb oldali határértéket.
Tétel: Egy {\displaystyle \mathbb {R^{n}} }-beli vektorsorozat pontosan akkor tart végtelenbe, ha legalább az egyik koordinátasorozata végtelenbe tart.
Ekkor belátható, hogy a vektor normája is tart végtelenbe. Fordítva, ha a norma tart végtelenbe, akkor legalább egy koordináta abszolút-értéke is végtelenbe kell hogy tartson.

## Egyértelműsége
Fentebb már említésre került, hogy általános topologikus terek között ható függvénynek egy adott pontban, illetve pontsorozatnak létezhet több határértéke is. Ilyenkor a határértékek egy halmazáról, mint megoldásról érdemes beszélni. Ahhoz, hogy egy egyenlőségi formulával adhassuk meg a határértéket, annak egyértelműen kell léteznie. Ez egy speciális térben mindig igaz is:
Hausdorff-tér vagy {\displaystyle T_{2}} tér olyan topologikus tér, amelyben minden pontpárhoz található őket elválasztó diszjunkt környezet.
Tétel: Hausdorff-térben ha létezik határérték, akkor egyértelműen létezik.
Legtöbbször azonban metrikus terekben ({\displaystyle \mathbb {R} ,\mathbb {R} ^{n},}…) lévő pontsorozatokkal és ezen terek között ható függvényekkel ({\displaystyle \mathbb {N} \rightarrow \mathbb {R} ,\mathbb {R} \rightarrow \mathbb {R} ,\mathbb {R} ^{n}\rightarrow \mathbb {R} ^{m},}…) találkozunk és vizsgáljuk határértéküket.
Tétel: Minden metrikus tér egyben Hausdorff-tér is.
Tehát metrikus terekben is egyértelmű a határérték. Értelemszerűen minden metrikus tér egyben topologikus tér is. Pontosabban, természetes módon topologikus térré tehető, ha az {\displaystyle \epsilon }-sugarú nyílt gömbök segítségével definiáljuk a környezeteket.

## Jelölései
- általánosan: "limesz iksz tart iksznullba efiksz egyenlő ipszilon"

{\displaystyle \lim _{x\to x_{0}}f(x)=\lim _{x_{0}}f=y}
{\displaystyle x\to x_{0},f(x)\to y}
- sorozatoknál: "á n tart ipszilonba ha n tart végtelenbe"

{\displaystyle \lim _{n\to \infty }a_{n}=\lim _{\infty }a_{n}=\lim a_{n}=y}
{\displaystyle n\to \infty ,a_{n}\to y}
- speciális tartományon:

{\displaystyle {\underset {x\in S}{\lim _{x\to x_{0}}}}f(x)=y}

## Határértéken alapuló definíciók

### Határérték-változatok
- Limesz szuperior, inferior:

{\displaystyle \lim _{\infty }\left(\sup _{m\geq n}a_{n}\right)=\limsup a_{n}=\varlimsup a_{n}}
{\displaystyle \lim _{\infty }\left(\inf _{m\geq n}a_{n}\right)=\liminf a_{n}=\varliminf a_{n}}
- Parciális limesz:

{\displaystyle \lim a_{\varphi (n)}}, ahol {\displaystyle \varphi :\mathbb {N} \rightarrow \mathbb {N} ,n>m\Rightarrow \varphi (n)>\varphi (m)}
- Bal és jobb oldali határérték:

{\displaystyle {\underset {x\in (-\infty ,x_{0})\cap D_{f}}{\lim _{x\to x_{0}}}}f(x)=\lim _{x\to x_{0}-0}f(x)=\lim _{x\to x_{0}-}f(x)=f(x_{0}^{-})}
{\displaystyle {\underset {x\in (x_{0},+\infty )\cap D_{f}}{\lim _{x\to x_{0}}}}f(x)=\lim _{x\to x_{0}+0}f(x)=\lim _{x\to x_{0}+}f(x)=f(x_{0}^{+})}
- Végtelenben vett határérték:

{\displaystyle \lim _{x\to \infty }f(x)=\lim _{\|x\|\to \infty }f(x)}
{\displaystyle {\underset {x\in \mathbb {R^{-}} \cap D_{f}}{\lim _{x\to \infty }}}f(x)=\lim _{x\to -\infty }f(x)}
{\displaystyle {\underset {x\in \mathbb {R^{+}} \cap D_{f}}{\lim _{x\to \infty }}}f(x)=\lim _{x\to +\infty }f(x)}

### Új fogalmak megalapozása
- Derivált, iránymenti derivált:

{\displaystyle \lim _{x\to x_{0}}{\frac {f(x)-f(x_{0})}{x-x_{0}}}=\left.{\frac {df}{dx}}\right|_{x_{0}}=f'(x_{0})}
{\displaystyle \lim _{\lambda \to 0+}{\frac {f(\mathbf {x_{0}} +\lambda \mathbf {e} )-f(\mathbf {x} _{0})}{\lambda }}=\left.{\frac {\partial f}{\partial \mathbf {e} }}\right|_{\mathbf {x_{0}} }=f'_{\mathbf {e} }(\mathbf {x_{0}} )}
- Végtelen sorok összege, improprius integrál:

{\displaystyle \lim _{n\to \infty }\sum _{i=m}^{n}a_{i}=\sum _{i=m}^{\infty }a_{i}}
{\displaystyle \lim _{t\to \infty }\int _{a}^{t}f(x)\ dx=\int _{a}^{\infty }f(x)\ dx}

## Konvergencia
A fogalom létezésének tényét erősíti, hogy sorozatok esetén egyértelműen mindig a végtelenben vett határértékről beszélünk, így a kérdés leredukálódik a: van-e határértéke vagy sem kérdésre. Olyat nem mondunk, hogy konvergens függvény, vagy a függvény konvergens egy pontban, de egy függvénysorozat lehet az, hiszen az is sorozat.

### Definíció
Legyen Y topologikus tér, {\displaystyle a_{n}:\mathbb {N} \rightarrow Y}. Az {\displaystyle a_{n}} sorozatot konvergensnek nevezzük , ha létezik határértéke. Ellenkező esetben, azaz mikor nincs határértéke, divergensnek nevezzük.
Tétel: Metrikus térben konvergens sorozatnak egyértelmű a határértéke.
Hiszen a metrikus tér Hausdorff-tér is, melyben legfeljebb egy határértéke lehet egy sorozatnak.
Fontos megemlíteni, hogy mivel értelmezzük a végtelen határértéket is oda kell figyelnünk, hogy konvergens nem lehet egy sorozat, ha csak végtelen határértéke van, ugyanis az nem eleme a térnek. Hacsak nem a végtelen elemmel bővített halmazzal van dolgunk, vagy nem tágabb értelemben beszélünk konvergenciáról. A tárgyalási módból ki kell derülnie. Ezért találkozhatunk azzal a kifejezéssel, hogy: létezik a határérték és véges.

### Cauchy-sorozat
Legyen Y metrikus tér, {\displaystyle a_{n}:\mathbb {N} \rightarrow Y}. Az {\displaystyle a_{n}} sorozatot Cauchy-sorozatnak nevezzük , ha tetszőlegesen közel kerülnek egymáshoz az elemek, azaz 
{\displaystyle \forall \epsilon >0\ \exists N:n,m\geq N\Rightarrow d_{Y}(a_{n},a_{m})<\epsilon }.
Tétel: Minden, metrikus térben konvergens sorozat, egyben Cauchy-sorozat is. Megfordítása általánosan nem igaz.
Ha egy sorozat tetszőlegesen megközelíti a határértéket, akkor a sorozat elemei is tetszőlegesen megközelítik egymást.

### Teljes tér
Azokat a metrikus tereket, melyekben minden Cauchy-sorozat konvergens, teljesnek nevezzük.
Tétel: Minden metrikus tér teljessé tehető. (Úgy, hogy hozzávesszük azon hipotetikus pontokat, amelyeket a divergens Cauchy-sorozatok kijelölnek.)
Tétel: Az ekludeszi tér {\displaystyle (\mathbb {R^{n}} )} teljes metrikus tér.
Nem teljes tér például {\displaystyle \mathbb {Q} }. A sorozat, melynek {\displaystyle n}. tagja olyan racionális szám, mely a {\displaystyle {\sqrt {2}}}-t {\displaystyle n} tizedesjegy pontossággal írja le, határértéke {\displaystyle {\sqrt {2}}}, de ez nem racionális szám. Természetesen {\displaystyle \mathbb {R} }-ben a sorozat konvergens lenne, illetve Cauchy-konvergens {\displaystyle \mathbb {Q} }-ban. Ha a {\displaystyle \mathbb {Q} }-t teljessé tesszük, akkor pedig éppenséggel {\displaystyle \mathbb {R} }-t kapjuk.